# Катастрофа Ми-6 в Новоаганске
Катастрофа Ми-6 в Новоаганске — авиационная катастрофа тяжёлого транспортного вертолёта Ми-6А предприятия Аэрофлот, произошедшая днём во вторник 3 января 1984 года в окрестностях посёлка Новоаганск (Ханты-Мансийский автономный округ), при этом погибли 38 человек. Крупнейшая катастрофа в истории Ми-6.

## Вертолёт
Ми-6А с заводским номером 0239 (серийный — 239) и бортовым СССР-21006 был выпущен заводом № 168 (Ростов-на-Дону) в 1974 году и даже участвовал на международном авиасалоне Ле-Бурже во Франции. 21 мая 1974 года Министерство гражданской авиации СССР (работало под брендом «Аэрофлот») передало борт 21006 в Мячковский объединённый авиаотряд Управления гражданской авиации Центральных районов; в начале января 1981 года вертолёт уже относился к 1-му Тюменскому объединённому авиаотряду (225-й лётный отряд) Тюменского управления гражданской авиации.

## Катастрофа
В тот день борт 21006 по заказу организации Аганская нефтегазоразведочная экспедиция (АНГРЭ) выполнял пассажирско-транспортный рейс по доставке пассажиров и грузов на буровые установки; экипаж состоял из 5 человек, а опыт командира в должности составлял 2180 лётных часов. Пассажировместимость вертолёта составляла 30 мест, однако оба пилота согласились на то, чтобы на борт сели 60 пассажиров без груза, дав предельную загрузку в {\displaystyle 60\cdot 75=4500{\text{ кг}}} (хотя вес одного пассажира по международным правилам принимался за 175 фунтов (80 кг)). Но фактически на борту находились 75 пассажиров, в том числе 16 неоформленных и не внесённых в список, и 2191 кг груза; таким образом фактическая загрузка составила {\displaystyle 75\cdot 80+2191=8191{\text{ кг}}}, то есть почти вдвое выше заявленной.
В данном случае экипаж должен был выполнить перерасчёт взлётного веса и центровки, благодаря чему смог бы определить, что вертолёт перегружен, но этот момент был проигнорирован. Дежурная по встрече, посадке и регистрации пассажиров аэропорта Новоаганск требовала снять лишнюю нагрузку (высадкой лишних пассажиров, либо выгрузкой груза), однако командир принял решение о вылете, да ещё и в юго-восточном секторе (70—180°), хотя это запрещалось из-за наличия препятствий по курсу взлёта, а дежурная не стала предпринимать никаких действенных мер, чтобы воспрепятствовать вылету вертолёта.
Днём в простых метеоусловиях машина вертикально поднялась с вертолётной площадки, после чего экипаж, используя влияние возникшей «воздушной подушки», продолжил взлёт по-вертолётному. Однако, не имея запаса мощности двигателей, перегруженный Ми-6 при движении вперёд стал терять высоту, пока не врезался в землю, после чего, опрокинувшись на левый борт, частично разрушился и сгорел. В происшествии погибли 38 пассажиров; ещё 4 пассажира и 2 члена экипажа получили телесные травмы.

## Причина
Основным виновником катастрофы был назван экипаж, который грубо нарушил установленные правила перевозки пассажиров и груза и вообще действовал безграмотно, что во многом было обусловлено недостатками в политико-воспитательной работе и соблюдении производственной дисциплины в Тюменском управлении. Сопутствующим фактором стало то, что организация Аганская нефтегазоразведочная экспедиция (АНГРЭ) (заказчик рейса) нарушила предельную коммерческую загрузку вертолета.